# IC 4241
IC 4241 је елиптична галаксија у сазвјежђу Береникина коса која се налази на листи објеката дубоког неба у Индекс каталогу.
Деклинација објекта је + 26° 44' 19" а ректасцензија 13h 24m 46,5s. Привидна величина (магнитуда) објекта IC 4241 износи 14,5 а фотографска магнитуда 15,5. IC 4241 је још познат и под ознакама MCG 5-32-16, CGCG 161-46, PGC 46894.